# Essex County, Massachusetts
Essex County är ett område i nordöstra delen av delstaten Massachusetts i USA. Essex är ett av fjorton counties i delstaten. Både Lawrence och Salem fungerar som huvudorter (county seat) i countyt. År 2010 hade Essex County 743 159 invånare. 
1999 överfördes den sekundärkommunala verksamheten i countyt till delstatsmyndigheterna.

## Geografi
Enligt United States Census Bureau har Essex County en total area på 2 146 km². 1 297 km² av den arean är land och 849 km² är vatten.

### Angränsande countyn
- Rockingham County, New Hampshire - nord
- Suffolk County - syd
- Middlesex County - väst